# Dacar
Dacar ou Dakar é a capital e a maior cidade do Senegal, na península do Cabo Verde. Fundada pelos franceses em 1857, é uma das quatro cidades históricas do Senegal e a antiga capital da África Ocidental Francesa (AOF). A sua localização na borda ocidental da África, na estreita península de Cabo Verde, favoreceu os primeiros colonos e o comércio com o Novo Mundo, e lhe dá uma posição privilegiada para intersecção das culturas africanas e europeias. Organizando o primeiro Festival Mundial das Artes Negras, em 1966, a cidade é a sede do Instituto Fundamental da África Negra e do Banco Central dos Estados da África Ocidental.
A cidade se desenvolveu rapidamente, sob a ação dos fluxos migratórios do campo para as cidades e o aumento populacional. Ela aumentou de 400 000 habitantes, em 1970, para 2,6 milhões em 2005. Sua população, em 2011, era de 3 215 255 habitantes, sendo uma das mais populosas da África Ocidental. Como metrópole, abriga metade da população urbana do país. Ocupando apenas 0,28% do território nacional, a região de Dacar possui 550 km², 25% da população nacional e concentra 80% das atividades econômicas do país.
A cidade sofre com problemas urbanos de grandes metrópoles, como o congestionamento no transporte, desenvolvimento do meio ambiente e infraestrutura, tanto que a fundação de uma nova capital administrativa está sendo considerada desde 2010.

## História
Dacar foi administrado por um governo lebu desde 1793.  A cidade de Dacar foi desenvolvida sob francês em torno da Fortaleza da Ilha de Goreia, fundada originalmente por portugueses desde que o navegador Dinis Dias aí aportou em 1444. Substituiu a cidade de Saint-Louis como a capital da colônia francesa do oeste em 1902. Foi a capital do Mali entre 1959 e 1960, convertendo-se depois na capital de Senegal.[carece de fontes?]
Entre os séculos XVI e XIX, Dacar foi o maior centro para o tráfico de escravos para toda América.[carece de fontes?] O governo senegalês restaurou e transformou em museu o forte de Estrés na ilha de Gorée, onde os escravos eram reunidos para serem enviados em navios negreiros. Dacar é o ponto de chegada do Rali Dacar que ocorre no início de cada ano.[carece de fontes?]

## Geografia
Dacar está localizada num antigo vulcão - agora coberto pelas tetas emblemáticas - o que ocorreu após uma longa erosão, promontório rochoso da península de Cabo Verde. A ilha de Gorée está localizada ao sul, as ilhas Madeleine ao oeste, e ao norte a ilha de Ngor. O Conselho de Administração da cidade abrange a vila de Pikine e o departamento de Guédiawaye. A Grande Dacar cobre quase toda a península de Cabo Verde.[carece de fontes?]

### Clima
Num subtrópico saariano, Dacar tem um microclima costeiro influenciado por ventos marítimos. A estação quente e húmida estende-se de junho a outubro, com temperaturas em torno de 27 °C e uma chuva de pico em agosto (250 mm). Inundações excepcionais ocorreram em agosto de 2005. Durante a estação seca, que começa em novembro e vai até maio, não há praticamente nenhuma chuva (cerca de 1 mm por mês).
| Dados climatológicos para Dacar (1981–2010) | Dados climatológicos para Dacar (1981–2010) | Dados climatológicos para Dacar (1981–2010) | Dados climatológicos para Dacar (1981–2010) | Dados climatológicos para Dacar (1981–2010) | Dados climatológicos para Dacar (1981–2010) | Dados climatológicos para Dacar (1981–2010) | Dados climatológicos para Dacar (1981–2010) | Dados climatológicos para Dacar (1981–2010) | Dados climatológicos para Dacar (1981–2010) | Dados climatológicos para Dacar (1981–2010) | Dados climatológicos para Dacar (1981–2010) | Dados climatológicos para Dacar (1981–2010) | Dados climatológicos para Dacar (1981–2010) |
| Mês                                         | Jan                                         | Fev                                         | Mar                                         | Abr                                         | Mai                                         | Jun                                         | Jul                                         | Ago                                         | Set                                         | Out                                         | Nov                                         | Dez                                         | Ano                                         |
| ------------------------------------------- | ------------------------------------------- | ------------------------------------------- | ------------------------------------------- | ------------------------------------------- | ------------------------------------------- | ------------------------------------------- | ------------------------------------------- | ------------------------------------------- | ------------------------------------------- | ------------------------------------------- | ------------------------------------------- | ------------------------------------------- | ------------------------------------------- |
| Temperatura máxima recorde (°C)             | 39,6                                        | 38,7                                        | 40,4                                        | 38,4                                        | 36,2                                        | 36,6                                        | 36,9                                        | 35,0                                        | 36,2                                        | 39,3                                        | 40,3                                        | 39,5                                        | 40,4                                        |
| Temperatura máxima média (°C)               | 25,3                                        | 25,2                                        | 25,4                                        | 25,0                                        | 26,0                                        | 28,6                                        | 30,0                                        | 30,3                                        | 30,7                                        | 31,0                                        | 29,8                                        | 27,4                                        | 27,9                                        |
| Temperatura mínima média (°C)               | 18,3                                        | 18,0                                        | 18,5                                        | 19,2                                        | 20,7                                        | 23,5                                        | 25,1                                        | 25,3                                        | 25,2                                        | 25,3                                        | 23,3                                        | 21,0                                        | 22,0                                        |
| Temperatura mínima recorde (°C)             | 11,0                                        | 10,7                                        | 10,9                                        | 14,0                                        | 15,4                                        | 17,0                                        | 17,2                                        | 20,0                                        | 20,0                                        | 17,2                                        | 17,0                                        | 12,4                                        | 10,7                                        |
| Chuva (mm)                                  | 1,0                                         | 2,0                                         | 0,3                                         | 0,0                                         | 0,1                                         | 14,0                                        | 51,0                                        | 154,0                                       | 133,0                                       | 26,0                                        | 9,2                                         | 1,0                                         | 391,6                                       |
| Dias com chuva                              | 1,0                                         | 1,0                                         | 1,0                                         | 0,2                                         | 0,4                                         | 3,0                                         | 8,0                                         | 15,0                                        | 12,0                                        | 4,0                                         | 1,0                                         | 1,0                                         | 47,6                                        |
| Umidade relativa (%)                        | 68                                          | 74                                          | 77                                          | 81                                          | 81                                          | 80                                          | 78                                          | 81                                          | 83                                          | 80                                          | 72                                          | 68                                          | 77                                          |
| Insolação (h)                               | 244,9                                       | 245,8                                       | 276,0                                       | 288,0                                       | 291,4                                       | 252,0                                       | 232,5                                       | 223,2                                       | 219,0                                       | 257,3                                       | 249,0                                       | 238,7                                       | 3 017,8                                     |
| Fonte: Pogoda.ru.net                        |                                             |                                             |                                             |                                             |                                             |                                             |                                             |                                             |                                             |                                             |                                             |                                             |                                             |
| Fonte 2: Spiegel Online Wetter              |                                             |                                             |                                             |                                             |                                             |                                             |                                             |                                             |                                             |                                             |                                             |                                             |                                             |

## Politíca e Administração
A cidade de Dacar é uma comuna (às vezes chamada "comuna de vila"), uma das 67 de Senegal. A comuna de Dacar foi criada pela administração colonial francesa em 17 de junho de 1887, ao separá-la da comuna de Gorée. A comuna de Gorée, criada em 1872, era um dos municípios de estilo europeu mais antigos da África (junto com os da Argélia e África do Sul).[carece de fontes?]

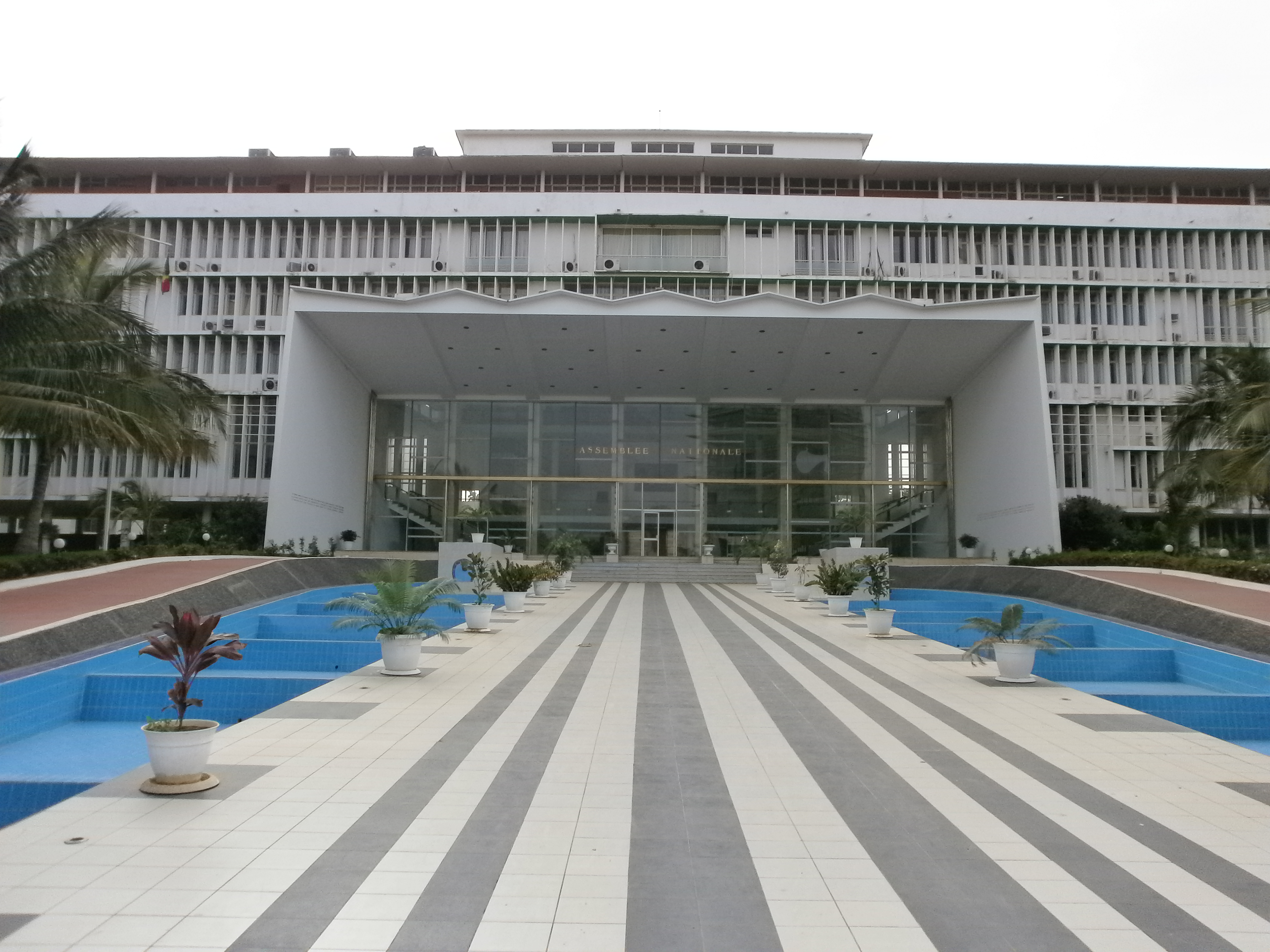
Assembléia Nacional.

### Cidades irmãs
- Praia, Cabo Verde
- Jerusalém, Israel
- Bacu, Azerbaijão
- Bamaco, Mali
- Banjul, Gâmbia
- Bissau, Guiné-Bissau
- Brazzaville, República do Congo
- Casablanca, Marrocos
- Duala, Camarões
- Quinxassa, República Democrática do Congo
- Marselha, França
- Milão, Itália
- Orão, Argélia
- Niamei, Níger
- Sfax, Tunísia
- Taipé, República da China (Taiuã)
- Washington, DC, Estados Unidos

## Economia
O setor industrial é composto, em sua maior parte, por indústria de alimentos, têxteis, de madeira e produtos químicos e mobiliário. Como em outros lugares, a indústria têxtil está sofrendo com as importações chinesas. A indústria de materiais de construção está presente na cidade com fábricas de cimento e agregados.[carece de fontes?]
Junto com a urbanização, o setor terciário tem crescido e é na capital, especialmente no planalto de Dacar, que estão a sede de grandes empresas (Air Sénégal International, Grands Moulins de Dacar) e grandes bancos, como Société Générale, instituição bancária na África Ocidental, o Banco Internacional de Comércio e Indústria do Senegal e o Banco de Habitação do Senegal. O serviço público de alto escalão também está concentrado nesta região. O setor de telecomunicações está crescendo, e a empresa Orange, que assumiu a Sonatel, é onipresente na cidade.[carece de fontes?]
O Turismo, incluindo o turismo de negócios, está crescendo em importância, impulsionado por eventos internacionais, como a Rali Dacar e a Bienal de Arte Contemporânea. O setor informal é particularmente ativo em Dacar, incluindo o comércio, transporte e construção. A economia digital não é deixada de fora e começa a encontrar o seu modelo entre o setor formal (na sua maioria feita por operadores de telecomunicações) e informal (uma infinidade de prestadoras de serviços).[carece de fontes?]

## Infraestrutura

### Transportes
Devido à sua localização geográfica no continente africano, Dacar atraiu a atenção dos primeiros navegadores e colonizadores da África. Esta posição estratégica foi fundamental para o desenvolvimento do comércio, inclusive no contexto do comércio atlântico de escravos. O clima favorável foi uma das vantagens adicionais, e a administração colonial construiu um porto de águas profundas e uma estação ferroviária. Uma ferrovia ligando Dacar à São Luís também foi construída enquanto o Senegal era colônia da França, fazendo ligação da capital com o interior do país.[carece de fontes?]
Importante porto e centro ferroviário, Dacar também encontra seu lugar na história da aviação. O primeiro correio aéreo deu-se em 1925, entre Dacar e Tolosa, na França. Em 21 de janeiro de 1976, a cidade experimentou seu primeiro voo internacional, realizado pela Air France e ligando a cidade à Paris e ao Rio de Janeiro. No mesmo ano, a British Airways passou a realizar voos de Dacar para Londres e o Barém.[carece de fontes?]
Existem Porto de Dacar e Estação ferroviária de Dacar.[carece de fontes?]
Os táxis da cidade possuem cor amarela e preta, e há um grande número de veículos que realizam transporte irregular. Também fazem parte do transporte coletivo de Dacar, os ônibus e micro-ônibus, sendo que alguns destes últimos são privados.  Assim como outras metrópoles mundiais, Dacar sofre problemas no transporte urbano e interurbano, como o congestionamento no transito  e a precariedade na estrutura de estradas.[carece de fontes?]

### Educação

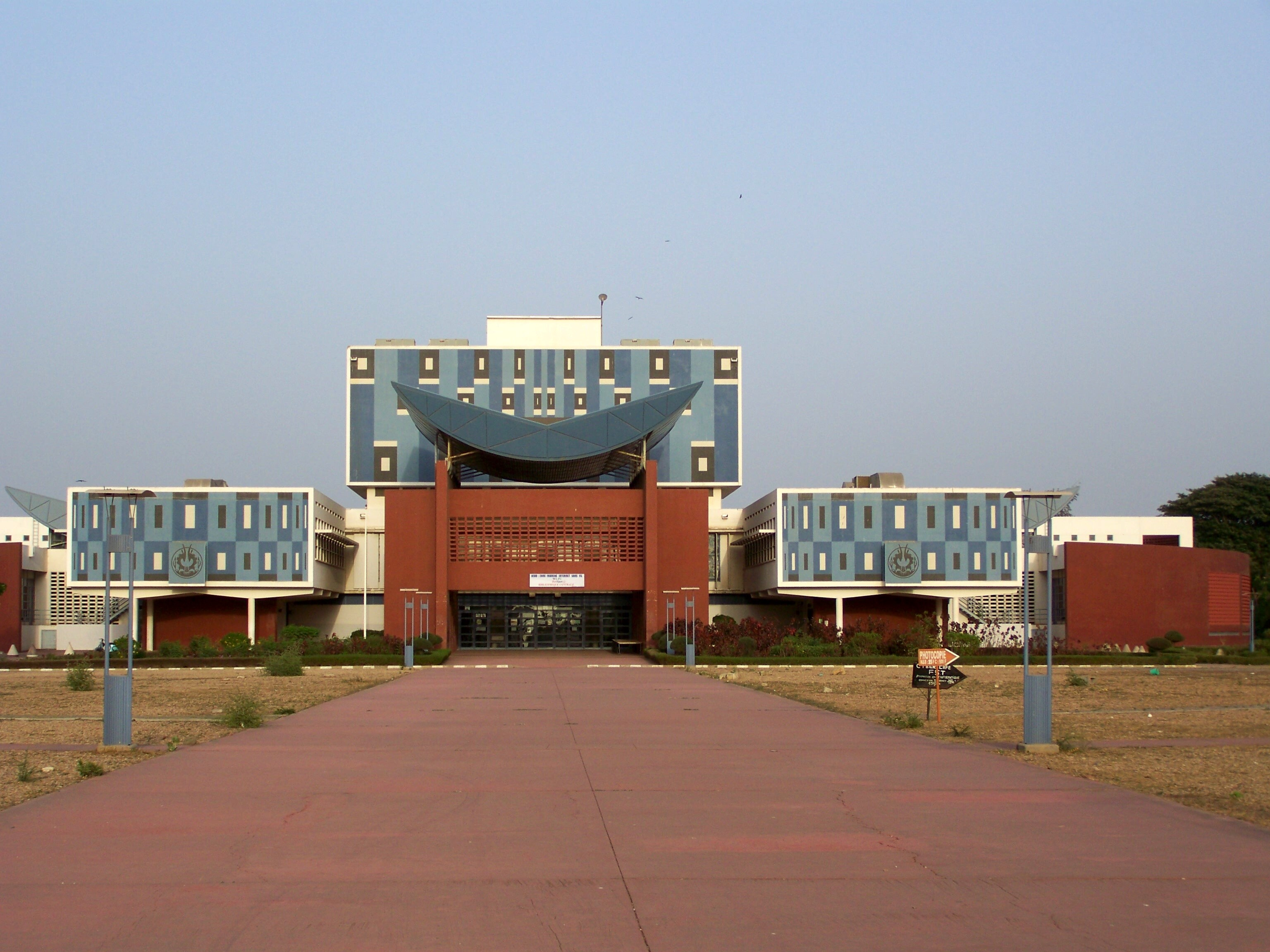
Biblioteca da Universidade Cheikh Anta Diop.

Em 2000, Dacar sediou o Fórum Mundial de Educação, organizado sob os auspícios da UNESCO. Como outros, o setor da educação.
Dacar possui quinze escolas de ensino secundário. As escolas públicas são: A escola Blaise Diagne, Lamine Gueye, High School de John Fitzgerald Kennedy, Parcelles Assainies, escola moderna Dacar (LMD), Thierno Seydou, Galandou Diouf,  Escola Islâmica de Ensino Médio, Seydina Limamou Laye, Maurice Delafosse, African College West of Atlantic, Senegalese American Bilingual School (SABS) e Ecole Actuelle Bilingue (EAB). Existem várias instituições de ensino mantidas por organizações e empresas de caráter educacional francesas, que recebem a maior parte dos filhos de expatriados, além de várias escolas católicas privadas, como a Sainte- Marie Hann, Sagrado Coração e St. Joan of Arc. Muitas destas instituições também têm classes primárias.
A maior parte do ensino superior senegalês continua concentrado na capital. Além da Universidade Cheikh Anta Diop (UCAD), que possui cerca de 60.000 estudantes, outras importantes instituições de ensino superior são a Escola Nacional de Economia Aplicada, Escola Nacional de Administração, Escola Interestadual de Ciências e Medicina Veterinária e outras instituições privadas. 
O Centro Africano de Estudos Avançados em Gestão (CESAG), uma grande escola pública, criou um MBA com a Universidade de Paris I e Paris Dauphine, também presentes na cidade.

## Cultura

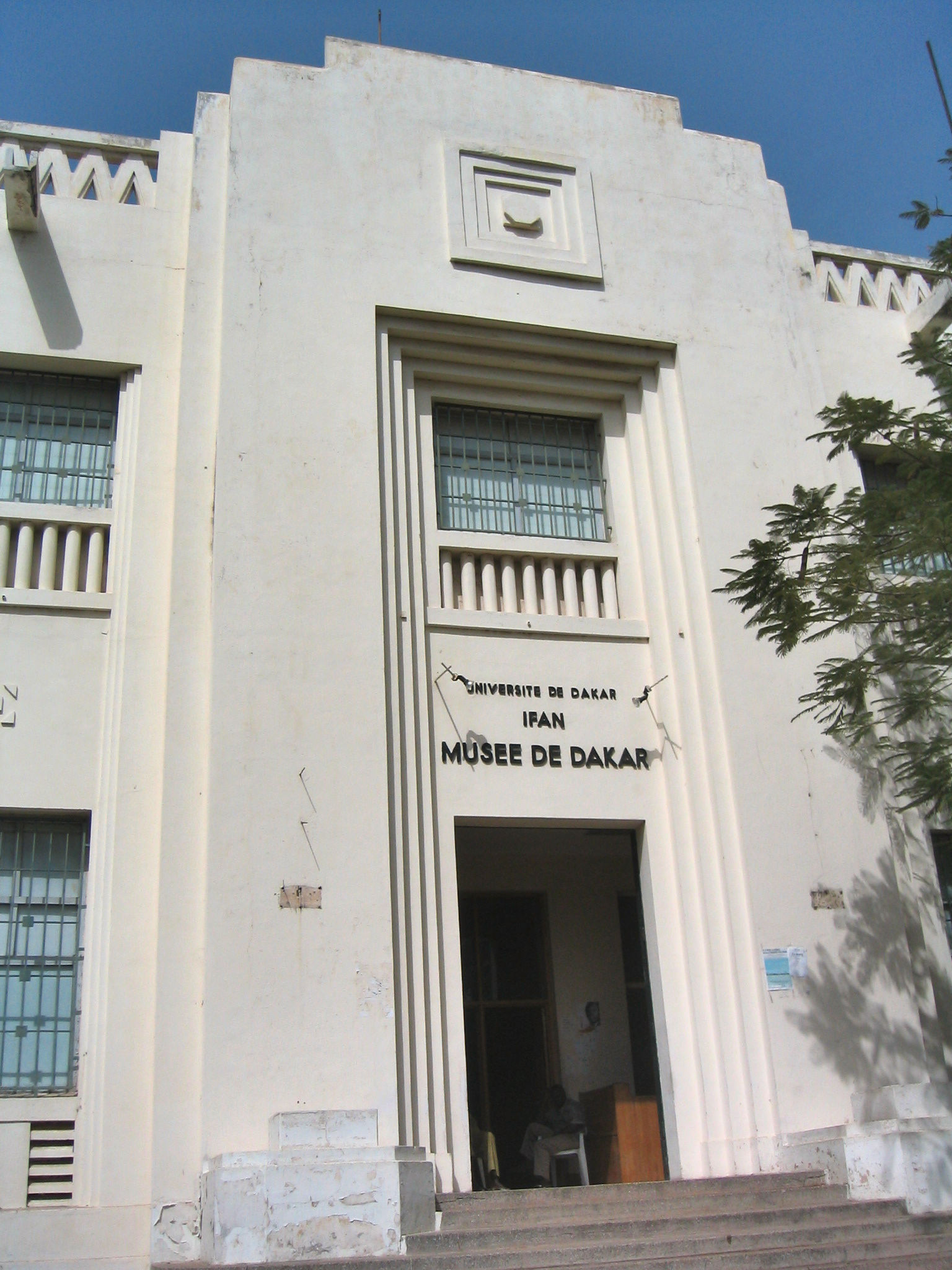
Museu de Arte Africana Théodore Monod.

Anexado ao Instituto Africano, o Museu Théodore Monod de Arte Africana está agora dedicada às artes e tradições da África Ocidental, com cerca de 300 coleções e 9.000 peças, que são exposições temporárias em temas específicos. Com a inclusão da Ilha de Gorée na Lista do Patrimônio Mundial da UNESCO, em 1978, Dacar é um membro da Organização das Cidades Património Mundial, criado em 1993.[carece de fontes?]
Porta do Terceiro milênio e o Monumento da Renascença Africana.[carece de fontes?]
O Festival Mundial de Artes Negras, organizado na capital, por iniciativa de Leopold Sedar Senghor, em 1966 e relançado em 2010, é um evento sem precedentes na história cultural, e a declaração solene e festiva da negritude. A Bienal de Arte Contemporânea da cidade, chamada de Dak'art, contribui para a sua reputação artística internacional.[carece de fontes?]

### Lugares de culto
A catedral de Remembrance Africano e a Grande Mesquita.

### Arquitetura
Existem palácio presidencial e a Estação ferroviária de Dacar.

### Esporte

Estádio Léopold Sédar Senghor.

Dacar sedia grandes eventos esportivos, por ter a melhor infraestrutura do país, especialmente aqueles que se dedicam aos esportes nacionais, como o futebol e wrestling senegalês. Os Estádio Léopold Sédar Senghor e Demba Diop estão situados na cidade.[carece de fontes?]
Embora seja agora altamente contestado, o Rali Dacar é o evento de maior destaque no mundo com participação na cidade. As praias da cidade também são usadas frequentemente pelos para a prática de esportes, especialmente o futebol.[carece de fontes?]

## Nativos famosos
- Patrick Vieira, futebolista francês
- Ségolène Royal, candidata à presidência da França pelo Partido Socialista
- Youssou N'Dour, músico senegalês
- Akon, rapper senegalês
- Diarra Sylla, cantora, dançarina e modelo franco-senegalesca